# Šišan
Šišan (en italien : Sissano) est une localité de Croatie située en Istrie, dans la municipalité de Ližnjan, dans le comitat d'Istrie. En 2011, la localité comptait 849 habitants.

## Démographie
| 1948 | 1953 | 1961 | 1971 | 1981 | 1991 | 2001 | 2011 |
| ---- | ---- | ---- | ---- | ---- | ---- | ---- | ---- |
| 590  | 504  | 536  | 500  | 481  | 525  | 623  | 849  |